# República Transpadana
La República Transpadana (en italià Repubblica Transpadana) fou un estat satèl·lit creat per Napoleó de la Primera República Francesa que va existir al nord de la península Itàlica. Comprenia la regió de Milà i part dels territoris de Bèrgam, Brescia i Cremona. Va existir entre 1796 i 1797, va desaparèixer aviat per a fusionar-se amb la República Cispadana i donar origen a la República Cisalpina.

## Antecedents
Durant la Guerra de la Primera Coalició, al març de 1796, Napoleó Bonaparte va ser nomenat comandant en cap de l'exèrcit francès al front italià, on els francesos duien des de 1792 lluitant contra tropes romanogermàniques i piemonteses de la Primera Coalició. En una reeixida sèrie de campanyes llampec, Napoléo va derrotar i envair el Piemont a l'abril i posteriorment va vèncer a les tropes austríaques conquistant al llarg de 1796 tot el nord d'Itàlia.
Els francesos es van presentar davant els italians del nord en general, i entre els llombards en particular, com els alliberadors de la seva terra enfront del domini feudal austríac. La política exterior de la República Francesa de l'època incloïa l'extensió dels principis revolucionaris francesos a l'exterior ajudant als països veïns que constituïssin repúbliques seguint el model francès. No obstant això aquestes repúbliques soeur quasi sempre estaven sotmeses als interessos particulars de França i van acabar convertint-se en mers estats satèl·lit.
Després de la batalla de Lodi el 10 de maig de 1796 Bonaparte havia decretat ja el final del domini feudal a la Llombardia. A mesura que els francesos van anar dominant militarment el Ducat de Milà, que havia estat sota domini austríac des de 1706, es van anar formant en les diferents ciutats llombardes alliberades juntes locals revolucionàries i pro-franceses. Aquestes juntes van anar cristal·litzant i estrenyent els seus llaços fins a formar a la tardor de 1796 un embrió d'estat que s'estenia en el territori de l'antic Ducat de Milà; el Ducat de Màntua; el bisbat de Trento; les ciutats de Bolonya i Ferrara, fins aquells moments sota el domini dels Estats Pontificis; i les ciutats de Mòdena i Reggio, sota domini de la República de Venècia. Napoleó va encoratjar aquest procés, ja que necessitava el suport local, tant en tropes com en suport logístic, per a poder vèncer als aliats a Itàlia.

## Proclamació
La proclamació de la República Transpadana en el territori que anteriorment havia format el Ducat de Milà es va produir el 15 de novembre de 1796. La república va tenir una existència efímera, va desaparèixer el 29 de juny de 1797 al fusionar-se amb la veïna República Cispadana, per a donar naixement a la República Cisalpina.

## Origen del nom
El nom rau en la denominació romana Gàl·lia Transpadana, la part de Gal·lia entre els alps i el riu Po (en llatí: Padus), la part «situada a l'altre ribera del Po», vist des de Roma. Els francesos haurien preferit el terme «república transalpina» des del punt de vista parisenc, però com això hauria sigut una font permanent de confusió en texts i actes notarials anteriors a l'ocupació francesa.

## Origen de la bandera
L'origen dels colors de la bandera italiana es troba en les tropes transpadanes. El 19 d'agost de 1796 les milícies de les ciutats de la Llombardia van formar una Guàrdia Nacional que va començar a utilitzar els colors verd, blanc i vermell en els seus uniformes. Per simples motius pràctics aquests tres colors es van aprofitar també per als estendards militars.
Les primeres banderes amb la tricolor italiana van aparèixer el 9 d'octubre de 1796, i dos dies més tard Napoleó Bonaparte va declarar aquests tres colors (verd, blanc i vermell) els colors nacionals d'Itàlia. La bandera tricolor va ser la bandera de la Transpadània i de la seva successora la República Cisalpina i dels restants estats italians que els van succeir.
La creació de les repúbliques Cispadana i Transpadana a la fi del segle xviii poden considerar-se com un dels primeres fites en el procés d'unificació italiana. Com a paradoxa de la història el terme Padània està lligat en l'actualitat al moviment polític que promulga la secessió del nord d'Itàlia per a la regió a ambdues ribes del Po.